# Собор Эврё
Собор Нотр-Дам в Эврё — католический кафедральный собор, расположенный во французской коммуне Эврё, в департаменте Эр региона Верхняя Нормандия. Здание собора выполнено в различных архитектурных стилях (зрелая готика, поздняя готика и поздний французский ренессанс). Собор является одной из самых выдающихся построек в Эврё; с 1862 года классифицирован как национальный исторический памятник.

## История

### Основание собора
Епархия Эврё была образована в IV веке. Первый собор очевидно был построен внутри городской стены на месте прежней римской базилики.
Роллон, один из предводителей викингов, ставший первым герцогом Нормандии, после обряда крещения в 912 году сделал пожертвования многим церквям, которые до этого он разорил. Собор в Эврё, где Роллон принял крещение, также получил своё пожертвование.
Начатая в середине XI века перестройка собора была завершена в 1070-х годах, и в 1077 году архиепископ Руана Жан д’Иври освятил собор в честь Девы Марии.

### Новый собор
В 1119 году собор сожгли. Такое решение в ходе осады города принял Оден де Байё (фр. Audin de Bayeux), епископ Эврё, капеллан и советник герцога Нормандии, короля Англии Генриха I, в ответ на переход графства Эврё Амори де Монфору, вассалу французского короля. Позже римский папа Каликст II, на церковном соборе в Реймсе, обязал короля Англии восстановить собор.
Строительство началось в 1126 году и было завершено в 1140-х годах. Однако, эскалация противостояния между Ричардом Львиное Сердце и королём Франции Филиппом II Августом привела к новому пожару в 1198 году.

### Готический собор
22 мая 1199 года Эврё был включён в домен французского короля. Отсутствие транспортных путей и недостаток средств в распоряжении капитула каноников задерживали восстановление собора. Чтобы помочь восстановить здание римский папа Иннокентий III пожаловал индульгенцию епископу Роберу де Руа (1201—1203). Тем не менее, строительные работы начались только в 1220-х годах. В 1253 году работы по восстановлению собора поручили архитектору Готье де Варенфруа и под его руководством построили неф храма, завершённый в 1259 году. После этого строительные работы переместились в хор.

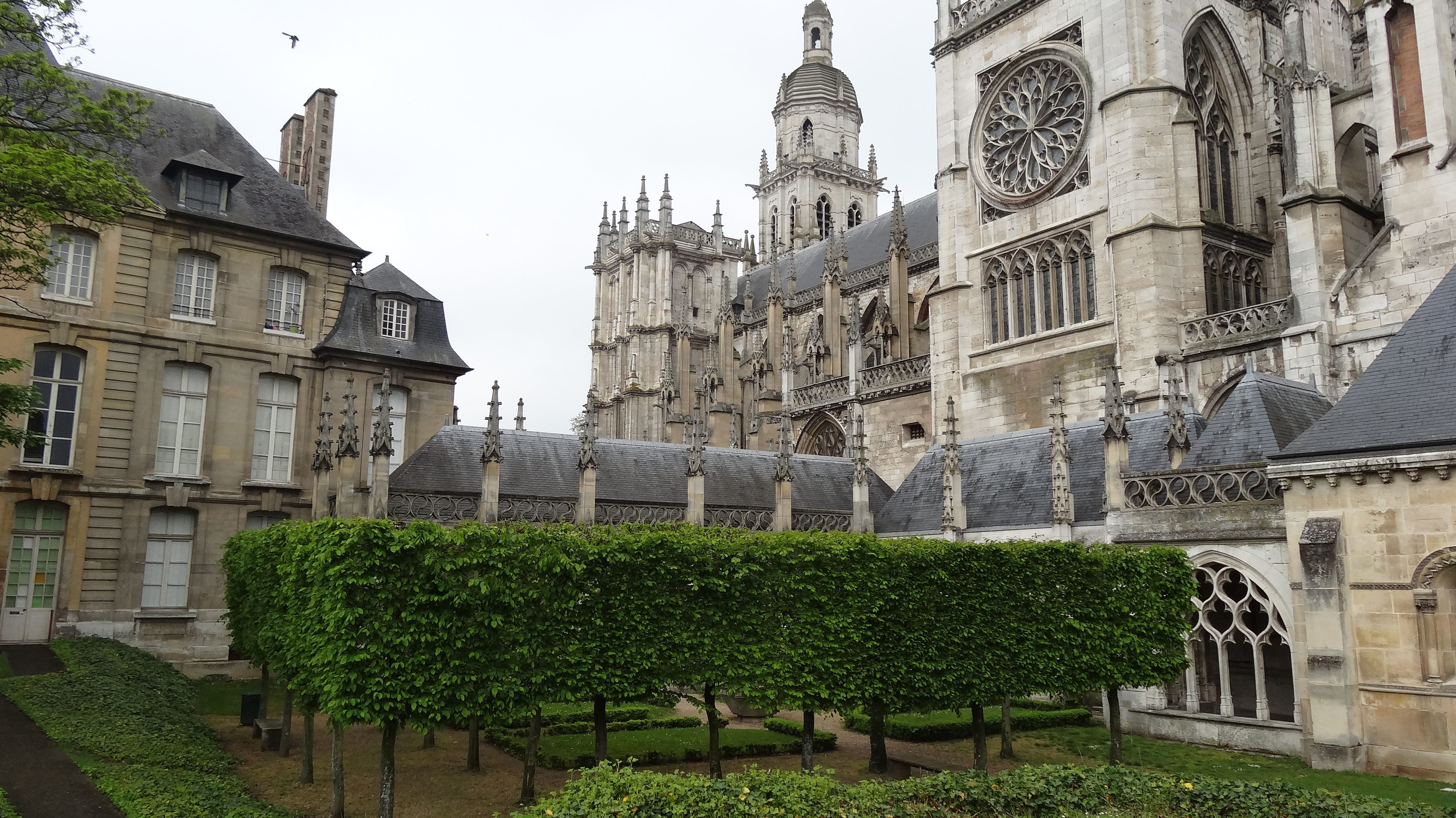
Южный фасад трансепта, неф и разные башни собора; клуатр связывает собор с дворцом епископов (слева)

Часовни по бокам нефа, по пять с каждой стороны, пристроили между опорами аркбутанов в конце XIII — начале XIV века.
В период Столетней войны при короле Иоанне II в соборе снова возник пожар; к ремонтным работам приступили в июне 1356 года. Но в 1378 году возник пожар в самом городе, из-за чего работы по реконструкции были отложены до 1441 года. Работами, длившимися с 1442 по 1455 годы, руководил Жан Леруа при поддержке епископа Гийома де Флока, сына бальи и освободителя города.
В XV веке к югу от собора построили епископский дворец, ставший постоянной резиденцией епископов Эврё. Дворец и собор были связаны крытой галереей клуатра, примыкавшего к собору с юга. Сейчас в резиденции епископов расположен городской музей Эврё.
Строительство трансепта было завершено в XVI веке возведением позднеготического фасада северного рукава. Элементы в стиле Ренессанса появились в соборе с большой задержкой; речь идёт о западном портале, над которым выполнено большое окно-роза. Французская специфика стиля ярко заметна в архитектуре несходных башен, фланкирующих западный фасад.
Строительство церкви было окончательно завершено в начале XVII века, когда возвели классический южный фасад, и применили поддерживающие бандажи в духе Филибера Делорма.

### От Французской революции до наших дней
В XIX веке епархиальный архитектор Дени Дарси провёл в соборе значительные реставрационные работы под общим руководством инспектора церковных построек Виолле-ле-Дюка.
Кафедральный собор пострадал от авиабомбардировок во Вторую мировую войну.
Послевоенные восстановительные работы завершили только в 1973 году, возвратив зданию его былой блеск. Также собор снова получил «серебряную колокольню» — высокий шпиль, со времён Средневековья венчавший фонарную башню над трансептом собора.

## Размеры здания
- Полная длина: 109 метров
- Высота сводов в нефе: 21,75 метров
- Ширина нефа (включая боковые часовни): 25,40 метров
- Высота сводов в хоре: 24,10 метров
- Ширина хора (включая деамбулаторий): 31,60 метров

## Описание
В северной башне кафедрального собора расположена звонница из пяти колоколов, отлитых в 1967 году в литейной мастерской колоколов «Fonderie Cornille-Havard», что в департаменте Манш.
Пространство нефа подчёркивается высокими арками романского стиля, что контрастирует с хором в стиле зрелой готики, пристроенным после 1260 года. Также неф выделяется примечательными витражами большого размера.
Трансепт собора был построен после устранения разрушений, причинённых в эпоху Столетней войны. Над средокрестием трансепта возвышается фонарная башня.
Хор выполнен в стиле зрелой готики; он укреплён оживами. Строительство хора было начато около 1260 года, по завершении строительства нефа. В 1263 году капитул собора принял решение начать в хоре захоронение умерших. Строительные работы и оформление в хоре были завершены к 1310 году, когда умер епископ Матье дез Эссарт.
Помещение хора закрыто двойным рядом кресел со спинками, которые установили в 1377 году благодаря пожертвованию 200 франков золотом от графа д’Эврё Карла Злого.
Деамбулаторий связывает хор с восемью капеллами, где сохранилась часть витражей. А сам хор сохранил три цветных витража, почитаемых за их колорит. Одна из южных капелл названа «Chapelle du Trésor». Здесь установлен дубовый витринный шкаф 1460-х годов, в котором до 12 ноября 1792 года находилась сокровищница кафедрального собора.
Знаменитые витражи собора демонтировали во время Второй мировой войны, после чего они хранились в Ньоре. Начиная с 1953 года их реставрировали и устанавливали обратно под руководством витражных дел мастера Жан-Жака Грюбера. Во время сильного урагана 19 августа 1983 года град повредил витражи хора и южного рукава трансепта.

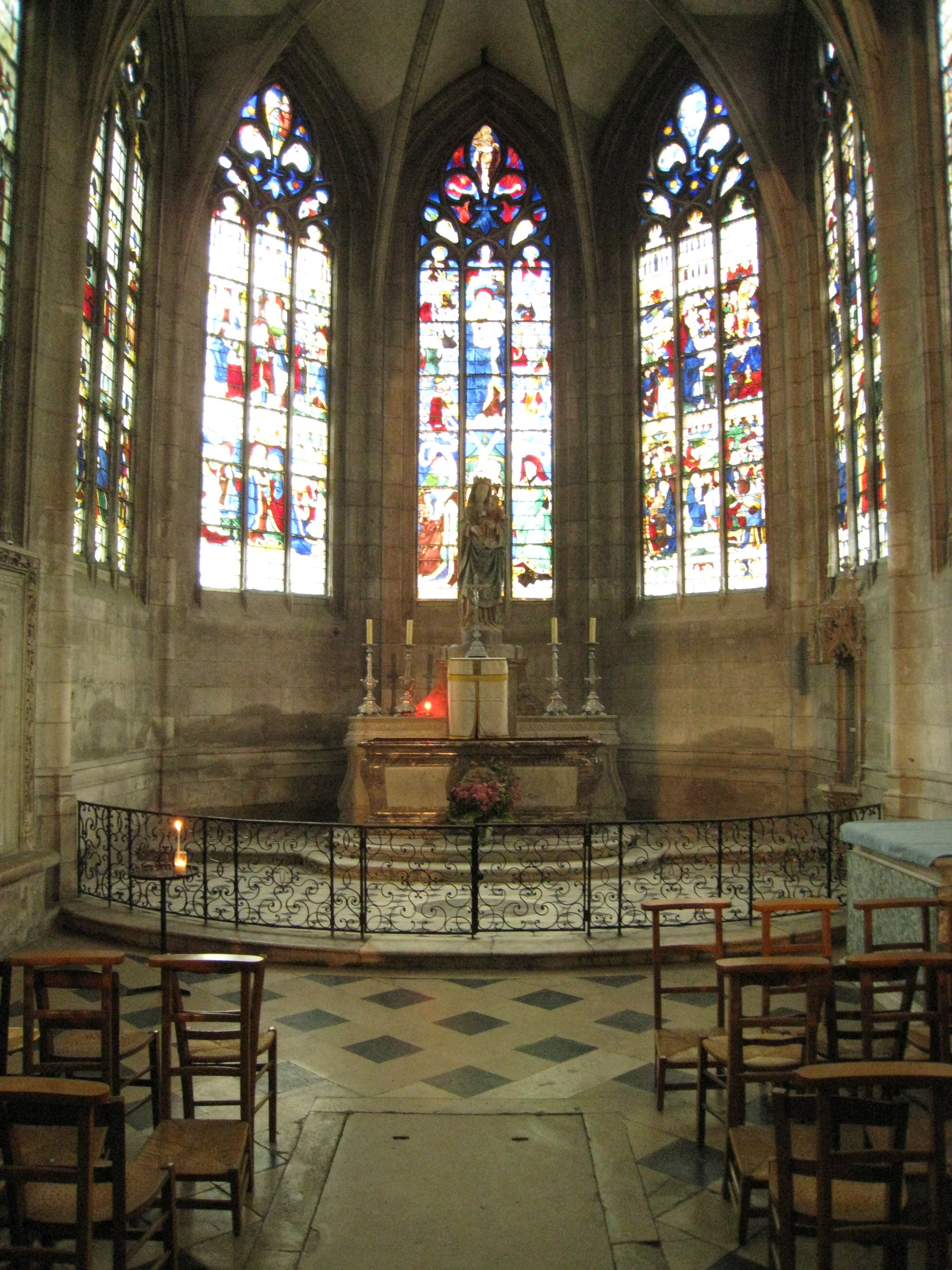
Часовня Девы Марии в апсиде собора
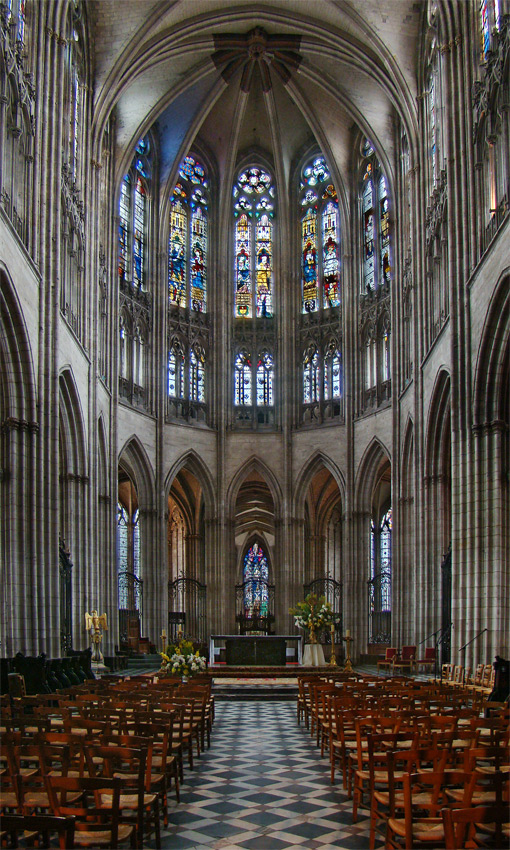
Готический хор
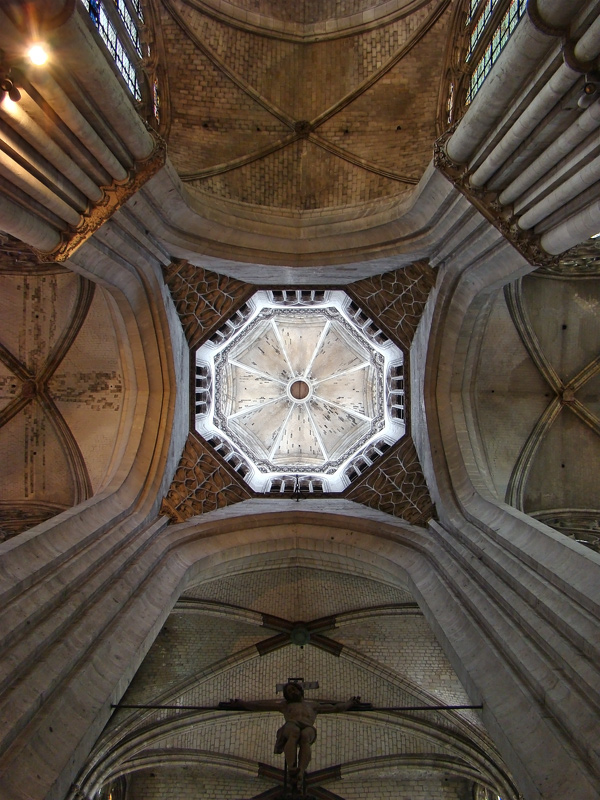
Фонарная башня
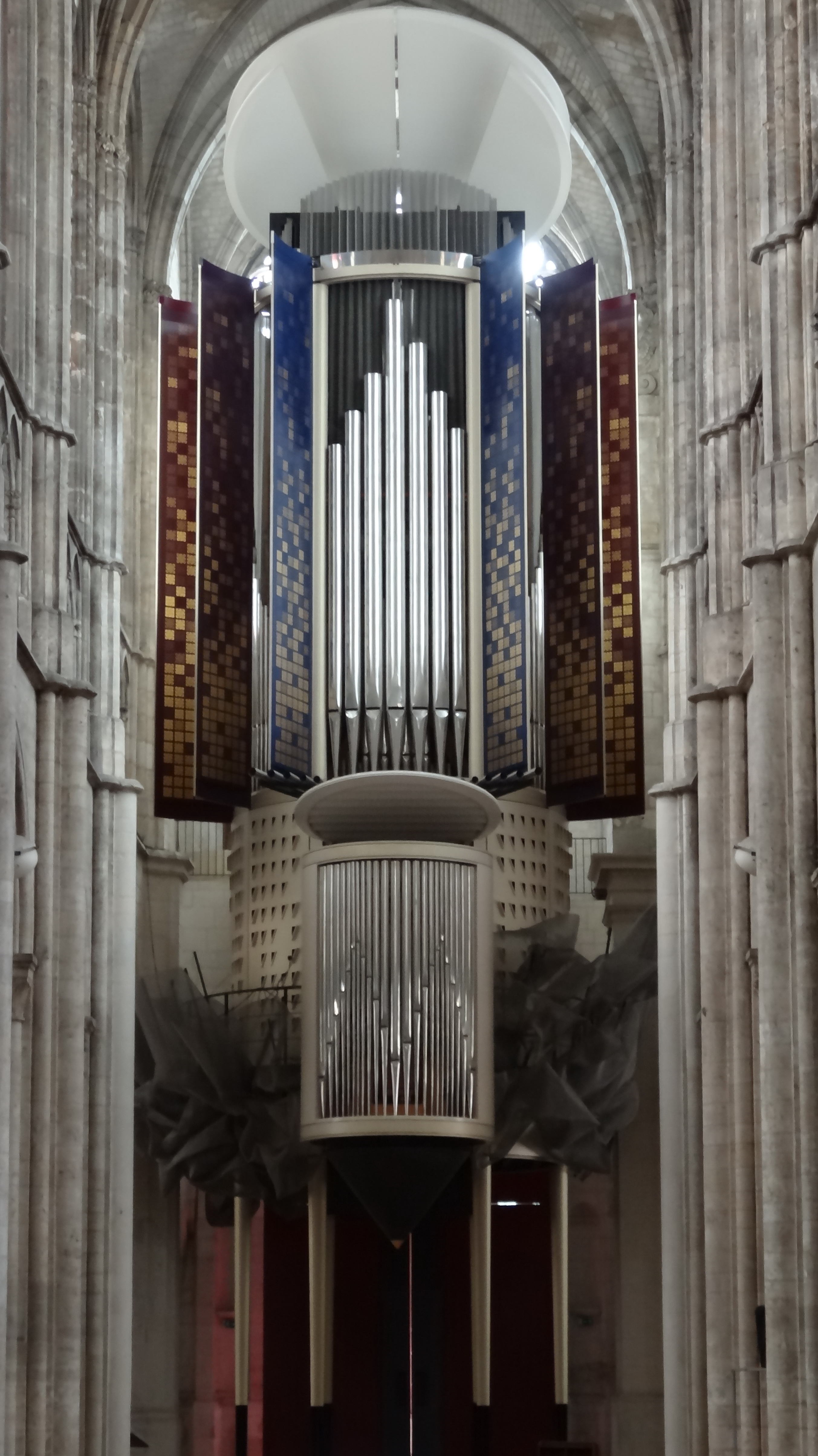
Большой орган 2006 года